# Тунгус (шхуна, 1870)
«Тунгус» или «Тунгуз» — парусно-винтовая шхуна Сибирской флотилии Российской империи.

## Описание шхуны
Парусно-винтовая шхуна типа «Ермак». Водоизмещение шхуны по сведениям из различных источников составляло от 706 до 756 тонн, длина — от 46,6 до 46,9 метра, ширина — 7,9 метра, а осадка 3,3 метра. На шхуне была установлена одна паровая машина мощностью 125 номинальных лошадиных сил, что составляло 360 лошадиных сил и один паровой котёл, в качестве движителя помимо парусов использовался один гребной винт. Шхуна могла развивать скорость до 9 узлов. Вооружение судна состояло из четырёх 4-фунтовых пушек образца 1867 года. Экипаж судна состоял из 67 человек, из которых 7 — офицерский состав и 60 нижних чинов.

## История службы
22 октября 1869 года на заводе Полетики в Санкт-Петербурге были заложены две однотипные паровые шхуны «Ермак» и «Тунгус». После спуска на воду в 1870 году обе шхуны зачислили в состав Сибирской флотилии России.
В кампании 1870—1872 годов под командованием капитан-лейтенанта И. М. Григораша шхуна совершила переход по маршруту Кронштадт — Копенгаген — Плимут — Порто-Гранде — Рио-де-Жанейро — Магелланов пролив — Гонолулу — Владивосток — Николаевск-на-Амуре, где 6 августа 1872 года поступила в состав Сибирской флотилии. В кампанию 1873 года выходила в плавания по Амуру и его лиману, в Татарском проливе, японском море и заливе Петра Великого, а также совершила заграничное плавание, при этом командир шхуны лейтенант И. А. Молчанский в кампанию этого года был награждён орденом Святой Анны III степени.
В кампанию 1874 года совершала плавания в Японском море.
В 1875 году шхуна находилась в заграничном плавании, а также совершала крейсерские плавания в Японском и Китайском морях.
До 1876 году «Тунгус», в основном, занимался перевозкой грузов между Николаевском, Владивостоком и вновь образованными постами.
В составе эскадры контр-адмирала О. П. Пузино в 1876 году принимала участие во «Второй американской экспедиции». В 1877 году вернулась в Россию.
В кампании 1877 и 1878 годов совершала плавания во внутренних водах.
В 1879 году совершала плавания между портами Тихого океана, в том числе в конце года под командованием лейтенанта Гека доставила из Владивостока в японский порт Йокосука 112 тонн груза, необходимого для ремонта кораблей русской эскадры и четыре новых паровых котла, изготовленных на Ижорском заводе, для клипера «Абрек».
В 1880 году выходила в плавания в Японское море и Татарский пролив.
В кампанию 1885 года совершала плавания по российским портам Тихого океана.
В кампанию 1887 года шхуна выполняла плавания в Татарском проливе. 19 (31) мая 1887 года подошла к месту крушения парохода Добровольного флота «Костромы» и по проьбе его командира ушла в Корсаковский пост за помощью, окуда вернулась на следующий день с шестью баржами, паровым тюремным катером и 100 ссыльнокаторжными. 4 (16) декабря 1887 года была сдана к порту для выполнения каботажных перевозок.
В кампанию 1891 года использовалась в качестве брандвахтенного судна. А 27 ноября (9 декабря) 1893 года вновь введена в состав флотилии, уже в качестве транспорта.
В кампанию 1895 года выходил в плавания в Татарский пролив, Японское море и залив Петра Великого, а также использовался для охраны морских промыслов в Японском, Беринговом морях и Тихом океане.
В кампании 1897 и 1898 годов совершал плавания между российскими портами Тихого океана.
В кампанию 1899 года транспорт совершал внутренние плавания.
В 1901 и 1902 годах вновь выходил во внутренние плавания, при этом в кампанию 1901 года командир корабля капитан 2-го ранга Г. А. Бернатович был награждён орденом Святого Станислава II степени, а в кампанию 1902 года — получил прибавочное жалование за первые пять лет службы в Приморской области и награждён медалью в память военных событий в Китае в 1900—1901 годов.
Перед началом Русско-японской войны «Тунгус» вошёл в отряд транспортов (сформированный из состава Сибирской флотилии) под командованием капитана 2-го ранга Н. К. Тундермана оборонительного отряда Владивостока под командованием командира Владивостокского порта контр-адмирала Н. А. Гаупта Владивостокского отряда крейсеров. Исполнять должность командира назначен командир транспорта «Якут» А. А. Балк
5 (18) февраля 1912 года транспорт «Тунгус» был исключён из списков судов флотилии. Однако после исключения из списков ещё какое то время занимал брандвахтенный пост во Владивостоке.
В 1916 году транспорт был перестроен в пароход для работы на каботажных линиях, который в начале 1920-х годов продан китайским коммерсантам.

## Командиры шхуны
Командирами парусно-винтовой шхуны, а затем транспорта «Тунгус» в составе Российского императорского флота в разное время служили:
Даты приведены по старому стилю
- ??.??.1870—??.??.1872 капитан-лейтенант И. М. Григораш[25];
- 1873 лейтенант И. А. Молчанский[7];
- ??.??.1874—??.??.187? лейтенант В. С. Шестинский[26];
- 1875—1876 годы капитан-лейтенант C. Л. Кирилов[10];
- 20.10.1876—??.??.1877 капитан-лейтенант В. Ф. Ивашинцов[27];
- 1877—1880 годы лейтенант, а с 1 (13) января 1880 года капитан-лейтенант А. Э. Гек[9];
- 23.02.1887—??.08.1890 капитан-лейтенант, а с 24 апреля (6 мая) 1888 года капитан 2-го ранга Н. Р. Греве[28];
- ??.??.1889—??.??.1889 капитан 2-го ранга Г. А. Бернатович[29];
- ??.08.1890—??.??.1890 капитан-лейтенант И. В. Сухотин[30];
- ??.??.1890—??.??.1891 капитан 2-го ранга В. А. Бойсман;
- 18.10.1891—20.10.1891 лейтенант И. Н. Лебедев[20];
- ??.??.1891—??.??.1895 капитан 2-го ранга И. В. Сухотин[31][32];
- 10.04.1897—??.??.1898 капитан 2-го ранга К. Р. Добровольский[33]
- ??.??.1901—??.??.1902 капитан 2-го ранга Г. А. Бернатович[29];
- 18.02.1902—12.01.1904 капитан 2-го ранга Н. К. Тундерман;
- 12.01.1904—??.??.1905 капитан 2-го ранга А. А. Балк;
- ??.??.1910—??.??.1910 капитан 1-го ранга А. А. Балк.

### Другие должности
- 11.11.1869—1870 старший офицер лейтенант Л. Г. Казакевич[34]
- 1872—1873 вахтенный начальник И. И. Измайлов[35];
- ??.??.1872—13.04.1874 старший офицер мичман Б. К. Деливрон[36]
- 1885 вахтенный начальник лейтенант К. Р. Добровольский[37]
- c 20 марта (1 апреля) 1895 вахтенный начальник лейтенант В. С. Егоров[38]